# La Piedad del canónigo Desplá
La Piedad del canónigo Desplá es una pintura realizada en 1490 por Bartolomé Bermejo que se conserva en el Museo Catedralicio de Barcelona. Su nombre se debe a que el comitente de la obra fue el arcediano Lluís Desplá, que la encargó para tenerla en su capilla particular. Sus dimensiones son de 175 x 189 cm y fue realizada al óleo sobre tabla.

## Autor y fecha de ejecución
Se conserva el marco original de la obra, que contiene una inscripción en la parte inferior:

OPVS. BARTHOLOMEI. VERMEIO. CORDVBENSIS. IMPENSA. LODOVICI. DE. SPLA. BARCINONENSIS. ARCHIDIACONI. ABSOLUTUM. XXIII. APRILIS. ANNO. SALVTIS. CHRISTIANA (E). MCCCC. LXXXX.

Esta inscripción, que se puede traducir como «Obra de Bartolomé Bermejo, cordobés, encargada por Lluís Desplà, arcediano barcelonés, concluida el 23 de abril de 1490 de la Redención cristiana», y que no debió ser realizada por Bermejo sino que fue posterior, informa de la identidad del comitente y el año en que fue realizada esta pintura (1490), además del dato de que Bermejo era cordobés.
Bartolomé Bermejo fue un artista itinerante que trabajó en varias ciudades y colaboró con otros artistas. Las primeras noticias de su estancia en Barcelona proceden de 1486, año en el que compitió (y perdió) contra Jaume Huguet para la ejecución de las puertas del órgano de la iglesia de Santa María del Mar.

## Restauraciones
Se realizaron importantes trabajos de restauración entre 2015 y 2017 que lograron descubrir detalles de la vegetación que hasta entonces habían permanecido ocultos. Previamente, en 1970 también se le habían realizado trabajos de restauración, y en 1985 se le había realizado una limpieza superficial para la exposición Thesaurus: El arte en los obispados de Cataluña, 1000/1800.
En 2017, tras la restauración, un equipo de botánicos y zoólogos de la Universidad de Barcelona ha identificado 73 especies diferentes entre plantas y animales. Se trata de especies principalmente mediterráneas pero se excluye que el autor haya pretendido representar un paisaje concreto porque no existen lugares que puedan albergar de manera simultánea todas las especies que aparecen y además también se ha advertido la presencia de especies inventadas como distintas mariposas y un híbrido de perdiz, paloma y becada. Por otra parte, una de las especies de árboles, el ailanto, se estima que no llegó a Europa hasta el siglo XVII, por lo que su presencia en el cuadro se atribuye a que el autor pudo verla en algún libro. Un detalle interesante es que se han representado la planta de la malva, los chinches que se alimentan de la malva y un hongo parásito de la malva. Tal variedad muestra el gran conocimiento de la naturaleza que tenía el autor del cuadro. Además, se ha sugerido que la presencia de algunos de los animales podría tener funciones simbólicas.

## Descripción

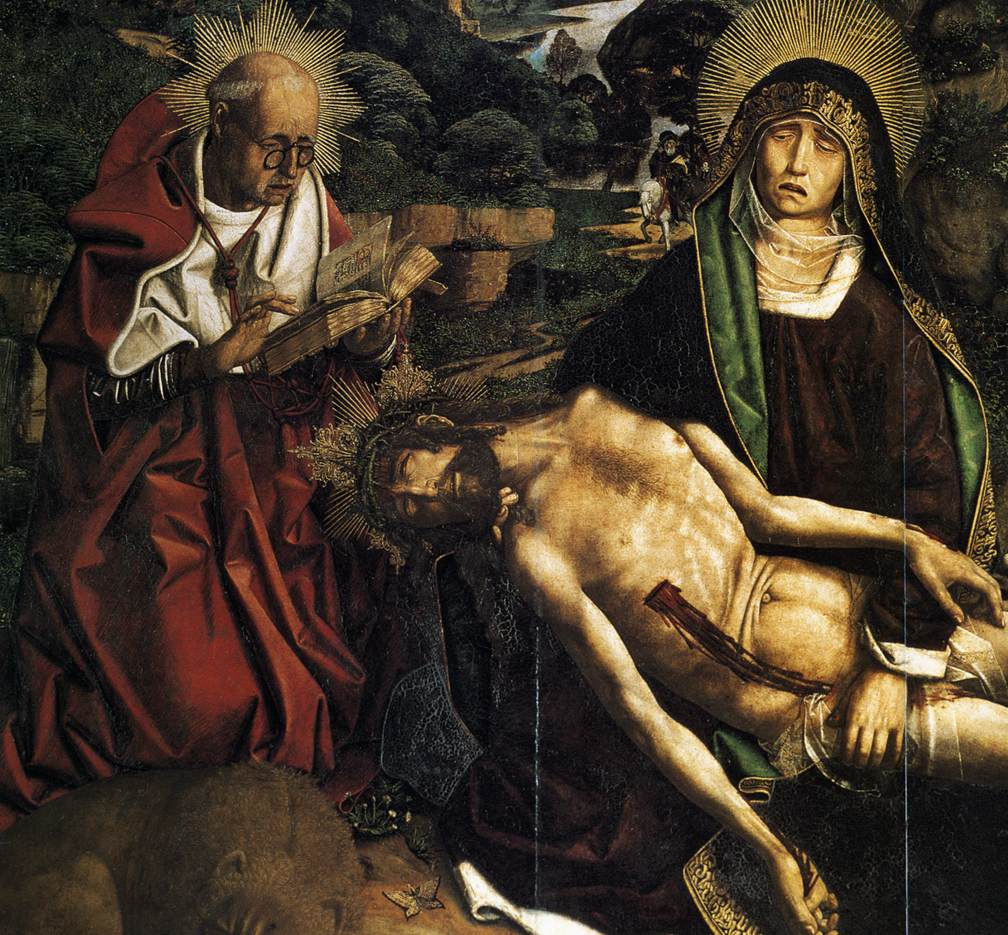
Detalle de un sector de la obra.

La Virgen María, que muestra un gran gesto de dolor, con lágrimas, está sentada y sostiene en su regazo el cuerpo inerte de Cristo. El cuerpo de Cristo ha sido realizado minuciosamente, mostrando un gran estudio anatómico. De su costado brota sangre. 
A la izquierda, aparece san Jerónimo leyendo la Vulgata. El texto que está leyendo se ha representado con tal detalle que se puede conocer que se trata del pasaje en que José de Arimatea pide a Pilatos el cuerpo de Cristo para sepultarlo. Hay un león dormido a los pies del santo. Se trata de un león con rasgos poco naturalistas, comunes a los pintados por otros artistas de la época. Un detalle del mismo es que tiene una mosca pintada en la frente. A la derecha se encuentra el canónigo LLuís Desplá, arrodillado, con aspecto un tanto descuidado y la mirada perdida, en actitud de adoración. 
Aparece también representado el Calvario y, al fondo, un paisaje y edificios. Hay un camino que conduce hasta la cruz (vía crucis). El paisaje presenta un gran realismo. La ciudad no corresponde a la época de Jesús sino que el autor ha querido representar una ciudad de su tiempo, tal como era habitual en la pintura flamenca del siglo XV. Los trajes tampoco se corresponden con los de la época de Cristo sino que son propios del siglo XV. Todo el cuadro está lleno de elementos simbólicos.

## Estilo
Las características de su obra reflejan una influencia de la pintura flamenca y, en concreto, de la que se estaba realizando en la ciudad de Brujas, aunque se desconoce si fue a través de una estancia suya en esa ciudad o a través de la obra de otros pintores. Se ha señalado la relación de la escena de la Piedad de Bermejo con otras representaciones de la Piedad realizadas por Rodrigo de Osona y por Petrus Christus.

## Interpretaciones
La rica iconografía de la obra hace que se hayan sugerido diferentes interpretaciones sobre su trasfondo intelectual. 
Con respecto a la presencia de san Jerónimo, este santo debió ser elegido por su importancia en la difusión del cristianismo al ser traductor de la Biblia desde el hebreo al latín y por tanto fue el que proporcionó a Desplá su visión de la pasión de Cristo. Otra posibilidad que se ha señalado es que fuera una alusión al humanista Jeroni Pau.
En la parte superior izquierda se representa un área rocosa que se ha interpretado como el Santo Sepulcro. En la puerta aparece una figura que podría ser Longinos con la lanza que utilizó para abrir la herida en el costado de Jesús. En el lado contrario aparece una figura con un tocado blanco en el interior de una habitación de una casa que se ha interpretado como la Virgen esperando ver a Cristo resucitado, al suponer que el autor podía conocer una tradición de Cataluña en la que María vio desde su casa el momento de la resurrección. Sin embargo, también se ha dicho que la figura femenina está hilando y podría ser una alusión a la Anunciación.
Con respecto a interpretaciones del enigmático paisaje del fondo de la obra, se ha señalado que la tormenta que se representa en la parte izquierda puede ser el diluvio sobre Babilonia mientras, en el otro lado, la ciudad representada debe ser Jerusalén, y sobre ella el cielo se abre dando paso a la vida.
Unos huesos que hay al lado de las figuras principales podrían ser los restos de Adán, simbolizando el pecado causado por la serpiente, que también aparece en el cuadro. La persona que se acerca montado en un caballo blanco podría ser José de Arimatea y junto a él, otra figura masculina podría ser Nicodemo. Hay también un arquero delante de la supuesta Jerusalén que quizá represente a Ismael, hijo de Abraham —que sería una alusión a la religión islámica.
Por otra parte, se ha sugerido que todas las figuras que hay en el paisaje pueden pretender representar a los judíos del pueblo de Israel, ajenos al dolor y la muerte de Cristo.
Otra interpretación de la iconografía de la obra es la propuesta por Francesc Ruiz i Quesada en la que María sería la Iglesia y a partir de ahí todo el conjunto sería un camino que va primero hacia el pecado y luego hacia la redención por medio de la pasión de Cristo. Esta idea estaría desarrollada a través de una narración circular que tendría una parte terrenal y otra celestial.